# Marko Mitrović
Marko Mitrović (Malmö, 27 giugno 1992) è un ex calciatore svedese, attaccante.

## Biografia
Nato ad Almvik, un quartiere di Malmö, in Svezia, ha origini serbe. Ha un fratello minore, Aleksandar, e una sorella maggiore, Christina.
In carriera ha subito diversi infortuni che ne hanno limitato presenze e prestazioni. Si ritira dal calcio giocato a 29 anni.

## Statistiche

### Presenze e reti nei club
Statistiche aggiornate al 30 giugno 2021.
| Stagione           | Squadra            | Campionato         | Campionato | Campionato | Coppe nazionali | Coppe nazionali | Coppe nazionali | Coppe continentali | Coppe continentali | Coppe continentali | Altre coppe | Altre coppe | Altre coppe | Totale | Totale |
| Stagione           | Squadra            | Comp               | Pres       | Reti       | Comp            | Pres            | Reti            | Comp               | Pres               | Reti               | Comp        | Pres        | Reti        | Pres   | Reti   |
| ------------------ | ------------------ | ------------------ | ---------- | ---------- | --------------- | --------------- | --------------- | ------------------ | ------------------ | ------------------ | ----------- | ----------- | ----------- | ------ | ------ |
| 2012-2013          | Brescia            | B                  | 22+2       | 2          | CI              | 1               | 0               | -                  | -                  | -                  | -           | -           | -           | 25     | 2      |
| 2013-2014          | Brescia            | B                  | 7          | 1          | CI              | 2               | 1               | -                  | -                  | -                  | -           | -           | -           | 9      | 2      |
| Totale Brescia     | Totale Brescia     | Totale Brescia     | 29+2       | 3          |                 | 3               | 1               |                    | -                  | -                  |             | -           | -           | 34     | 4      |
| 2015-2016          | Eindhoven          | ED                 | 3+1        | 1          | CO              | 0               | 0               | -                  | -                  | -                  | -           | -           | -           | 4      | 1      |
| 2016-gen. 2017     | Randers            | SL                 | 10         | 0          | CD              | 2               | 0               | -                  | -                  | -                  | -           | -           | -           | 12     | 0      |
| gen.-giu. 2017     | SønderjyskE        | SL                 | 4+5        | 0+1        | CD              | 0               | 0               | -                  | -                  | -                  | -           | -           | -           | 9      | 1      |
| 2017-2018          | SønderjyskE        | SL                 | 3          | 0          | CD              | 1               | 0               | -                  | -                  | -                  | -           | -           | -           | 4      | 0      |
| Totale SønderjyskE | Totale SønderjyskE | Totale SønderjyskE | 7+5        | 1          |                 | 1               | 0               |                    | -                  | -                  |             | -           | -           | 13     | 1      |
| 2018-2019          | Radnički Niš       | SL                 | 3          | 0          | CS              | 1               | 3               | UEL                | 0                  | 0                  | -           | -           | -           | 4      | 3      |
| 2019-2020          | Dinamo Vranje      | SL                 | 7          | 1          | CS              | 0               | 0               |                    | -                  | -                  | -           | -           | -           | 7      | 1      |
| 2019-2020          | Beira-Mar          | CP                 | 7          | 4          | TP+TL           | 0               | 0               |                    | -                  | -                  | -           | -           | -           | 1      | 1      |
| 2020-2021          | Beira-Mar          | CP                 | 2          | 1          | TP+TL           | 1+0             | 1+0             |                    | -                  | -                  | -           | -           | -           | 1      | 1      |
| Totale carriera    | Totale carriera    | Totale carriera    | 68+8       | 10+1       |                 | 8               | 5               |                    | -                  | -                  |             | -           | -           | 84     | 16     |

## Palmarès

### Club
- FA Youth Cup: 1

Chelsea: 2009-2010

### Individuale
- Capocannoniere della Coppa di Serbia: 1

2018-2019 (3 reti)